# لوكهيد إل-049 كونستليشن
لوكهيد إل-049 كونستليشن (بالإنجليزية: Lockheed L-049 Constellation)‏ هي طائرة ركاب بأربع محركات أنتجت في 1942 بالولايات المتحدة. من صناعة شركة لوكهيد. كانت تستخدم بشكل أساسي من قبل خطوط عبر العالم الجوية. كان أول طيران لها في 9 يناير 1943. دخلت الخدمة في فبراير 5, 1946، انتهت خدمتها في 1970. صنع منها 88 طائرة.

## المستخدمون
- خطوط عبر العالم الجوية
- خطوط بان أمريكان العالمية
- شركة الخطوط الجوية البريطانية لما وراء البحار